# The Ghost of Cain
The Ghost of Cain es el tercer álbum de estudio de la banda de rock británica New Model Army, publicado en 1986 y producido por Glyn Johns. 
Fue el primer álbum de New Model Army con Jason 'Moose' Harris como bajista. Mark Feltham, de Nine Below Zero, participa como músico invitado tocando la armónica en los temas «Poison Street» y «Ballad». Las influencias del folk en estas canciones, así como en «Love Songs» y la exitosa «51st State» (una sátira del thatcherismo y el imperialismo estadounidense que provocó un boicot contra la banda por parte de la American Musicians' Union) se combinan con otras más agresivas y cercanas al punk-rock como «The Hunt», que abre el disco, o «Western Dream».

## Sencillos y EPs
Las pistas «51st State» y «Poison Street» fueron lanzadas como sencillos en Inglaterra. En Estados Unidos se publicó un EP con las versiones extendidas de «Lights Go Out» (que también aparece en versión remezclada) y «Poison Street», la versión single de esta canción y la cara B «Courage».

## Lista de canciones
1. "The Hunt" (Justin Sullivan, Robert Heaton) – 4:11
2. "Lights Go Out" (Sullivan, Heaton) – 3:55
3. "51st State" (Ashley Cartwright y New Model Army) – 2:32
4. "All of This" (Sullivan, Heaton) – 3:32
5. "Poison Street" (Sullivan, Heaton) – 3:04
6. "Western Dream" (Sullivan, Heaton) – 3:53
7. "Lovesongs" (Sullivan, Heaton) – 3:00
8. "Heroes" (Sullivan) – 4:04
9. "Ballad" (Sullivan) – 3:53
10. "Master Race" (Sullivan) – 2:59

## Personal
- Justin Sullivan: voz, guitarra
- Robert Heaton: batería
- Jason 'Moose' Harris: bajo
- Mark Feltham: armónica